# Яяло, Мато
Ма́то Яя́ло (хорв. Mato Jajalo; 25 мая 1988, Яйце, СР Босния и Герцеговина, СФРЮ) — боснийский футболист, полузащитник итальянского клуба «Венеция».

## Клубная карьера
Начинал заниматься футболом в немецком клубе «Киккерс». Позже учился в школе хорватского клуба «Славен Белупо». В чемпионате Хорватии дебютировал 1 июня 2007 года в матче против «Осиека» (1:0), первый гол забил 4 августа 2007 года в матче против «Загреба» (0:2). 2 июня 2009 года перешёл в итальянскую команду «Сиена», с клубом подписал контракт до 2014 года. «Чёрно-белым» он обошёлся в 2 млн евро.
В июне 2010 года «Кёльн» взял в Яяло аренду на один год с последующим правом выкупа. В июне 2011 года «Кёльн» воспользовался этой опцией и выкупил права на футболиста. В начале 2016 года подписал трёхлетний контракт с итальянским «Палермо».

## Карьера в сборной
Выступал за молодёжную сборную Хорватии до 21 года. В составе национальной сборной Хорватии дебютировал 12 ноября 2014 года в товарищеской игре против Аргентины, главный тренер Нико Ковач выпустил Яяло на 65-й минуте вместо Анаса Шарбини. Матч закончился поражением хорватов со счётом (1:2). В следующий раз в составе команды сыграл 7 июня 2015 года в игре непризнанной ФИФА против Гибралтара (6:0).
В 2016 году Яяло начал выступать за сборную Боснии и Герцеговины.